# Gmina Nishnabotny

Położenie Gminy Nishnabotny w hrabstwie Crawford

Gmina Nishnabotny (ang. Nishnabotny Township) – gmina w USA, w stanie Iowa, w hrabstwie Crawford. Według danych z 2000 roku gmina miała 1094 mieszkańców, a jej powierzchnia wynosi 93,71 km².